# Pułk Olkuski

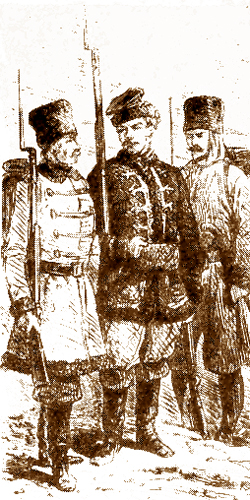
Fizylier

4 Pułk Olkuski – pułk piechoty polskiej okresu powstania styczniowego. Wchodził w skład Dywizji Krakowskiej.
Jego dowódcą był major Andrzej Denisewicz.

## Skład
- 7 i 8 batalion piechoty (8 kompanii i 2 plutony rakietników),
- batalion kosynierów olkuskich (4 kompanie),
- batalion rezerwowy olkuski (4 kompanie i pluton rakietników).